# Ficus dicranostyla
Ficus dicranostyla là một loài thực vật có hoa trong họ Moraceae. Loài này được Mildbr. mô tả khoa học đầu tiên năm 1911.